# هاینریش کوبنر
هاینریش کوبنر (انگلیسی: Heinrich Koebner؛ ‏ ۲ دسامبر ۱۸۳۸ – ۳ سپتامبر ۱۹۰۴) پزشک متخصص پوست استاد دانشگاه یهودی‌تبار اهل آلمان بود. او رشته پزشکی را در برلین خواند و پس از ادامه تحصیل در برسلائو در همان‌جا مدرک دکترای پزکش‌اش را دریافت کرد. او از سال ۱۸۷۶ رئیس کلینیک سیفلیس و بیماری‌های پوست دانشگاه برسلاو شد. در سال ۱۸۸۴ او کلینیک دیگری در برلین تأسیس کرد و به آموزش پزشکان در آنجا پرداخت.
هاینریش کوبنر متخصص پوست نامداری بود و بابت پژوهش‌هایش بر روی پسوریازیس و بیماری‌های قارچی پوست شهرت داشت. پدیده کوبنر نامش را از او می‌گیرد که در سال ۱۸۷۲ آن را توصیف کرد.

## بیشتر بخوانید
- Bernstein, EF; Kantor, GR (1992). "Treatment-resistant psoriasis due to a mastectomy sleeve: An extensive Koebner response". Cutis. 50 (1): 65–7. PMID 1516381.
- Aslam, N.; Spiteri, V.; McNab, I. (2005). "Pseudo-Koebner phenomenon: Unusual manifestation of tuberculosis after venepuncture". Injury Extra. 36 (11): 479–82. doi:10.1016/j.injury.2005.03.026.
- Thappa DM (2004). "The isomorphic phenomenon of Koebner". Indian J Dermatol Venereol Leprol. 70 (3): 187–9. PMID 17642609.